# JCSAT-11
JCSAT-11は、かつてJSAT社(現・スカパーJSAT)が打ち上げされた通信衛星。メーカーはロッキード・マーティンで、2007年9月5日にプロトン-Mロケットにより打ち上げられた。しかし、プロトン-Mの故障により、予定高度到達に失敗し、カザフスタンのウリタウ地区に落下し、失うことになった。